# Tis japonský
Tis japonský (Taxus cuspidata) je jehličnatá dřevina z čeledi tisovitých, přirozeně rozšířená ve východní Asii. Podobá se evropskému tisu červenému a stejně jako on bývá často pěstován jako okrasná dřevina.

## Popis

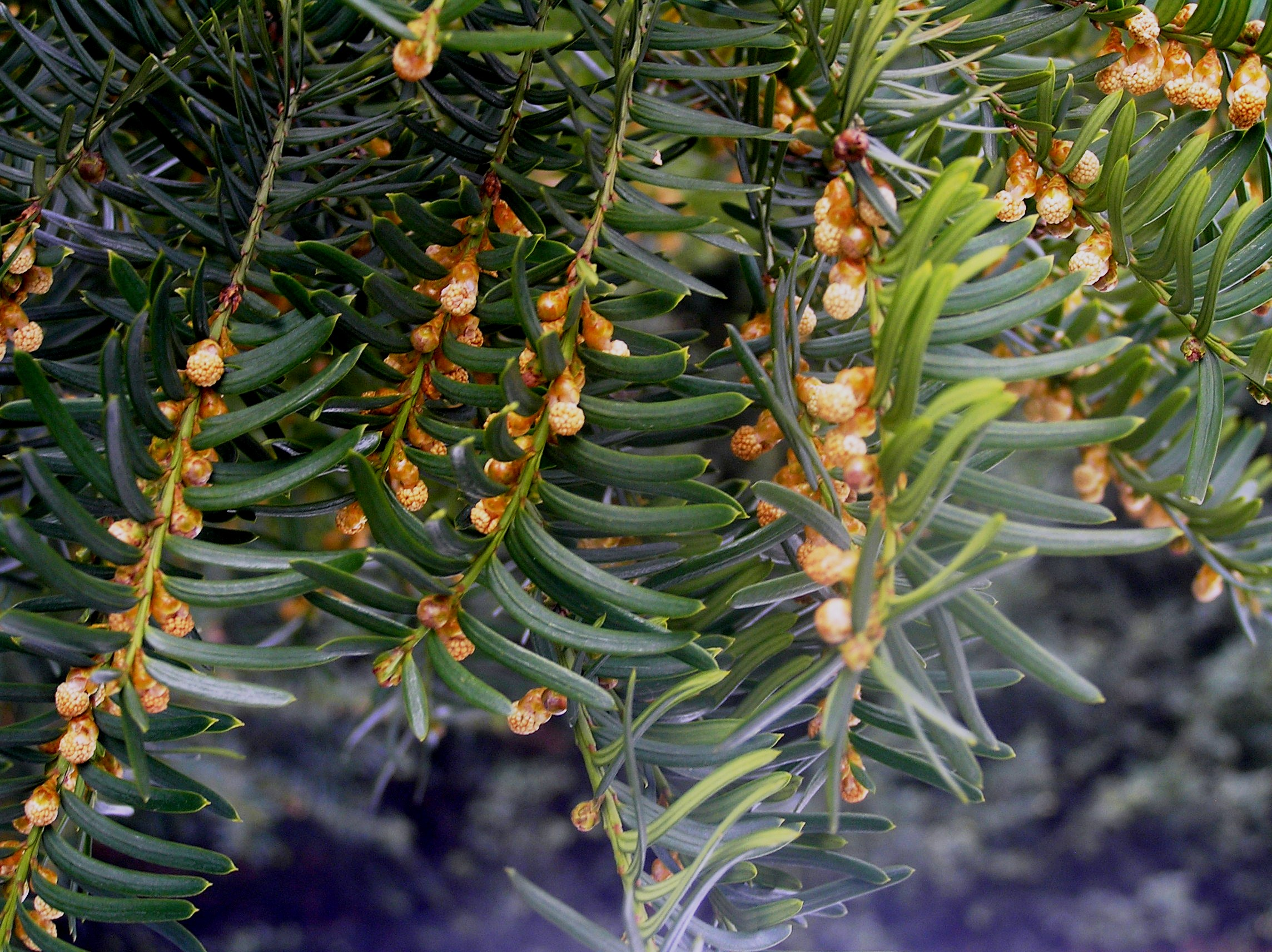
Detail jehlic a samčích šištic

Je to stálezelený, dlouhověký, dvoudomý strom nebo rozměrný keř, dorůstající výšky 5–10–18 metrů. Borka na kmeni a na větvích je červenošedohnědá, odlupuje se v drobných šupinách nebo podélných plátech. Jehlice jsou 1–3 cm dlouhé a 2–3 mm široké, mírně srpovitě zahnuté, leskle tmavě zelené, na spodní straně se dvěma nevýrazně nažloutlými průduchovými proužky. Na větvičce jsou umístěny střídavě, na mladých letorostech ve spirále, na starších větvích jsou zkrouceny tak, že se jeví jako dvouřadě uspořádané.
Samčí šištice jsou žluté, vejcovité či téměř kulovité, samičí jsou zelenavé a značně redukované, s jedinou semennou šupinou podepřenou několika páry sterilních šupin. Semeno o rozměrech zhruba 6x4 mm je ve zralosti částečně obaleno jasně červeným míškem (arilem). Celá rostlina s výjimkou míšku je prudce jedovatá pro obsah alkaloidů taxinů, s letálním účinkem především na srdeční činnost.

## Rozšíření a ekologie
Tento druh tisu je přirozeně rozšířen v severovýchodní Číně, v ruském Přímořském kraji, na Kurilech a Sachalinu, na Korejském poloostrově a na většině Japonského souostroví. Roste převážně v podúrovni vlhkých lesů na chladnějších, zastíněných stanovištích, například v hlubokých údolích a na severních svazích, nejčastěji v nadmořských výškách mezi 500 a 1000 m. Ve většině areálu se vlivem intenzivní těžby stal poměrně vzácným.

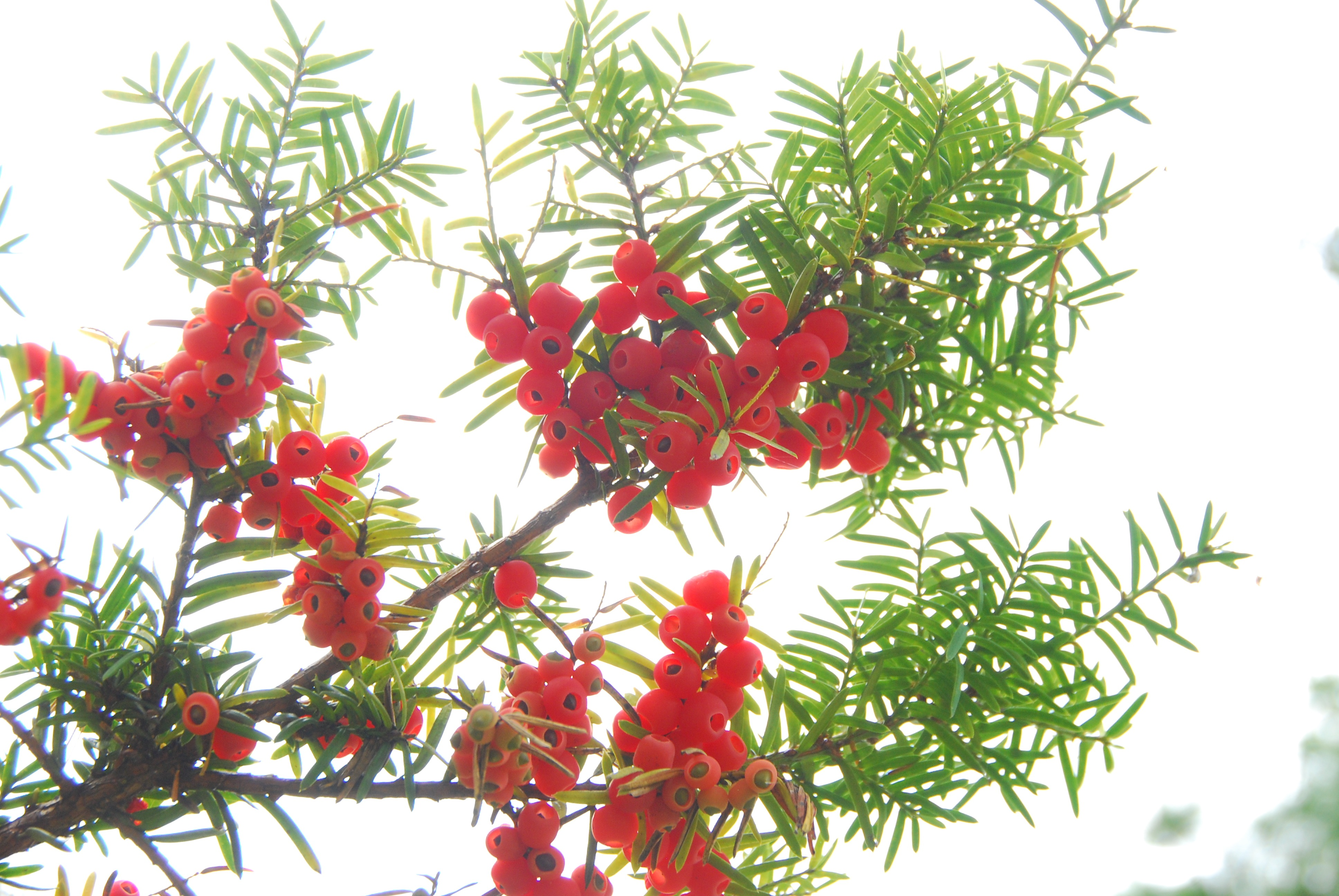
Větévka se zralými tisinkami

## Význam
Tis japonský má v současnosti značný význam především jako okrasná dřevina; je považován za nejodolnější a nejsnáze pěstovatelný druh tisu. Snadno se tvaruje, snáší i hluboký řez, po kterém dobře regeneruje, je odolný vůči znečištěnému ovzduší městských aglomerací. Oblíbený je například nízký, rozložitě rostoucí kultivar '‎Nana'‎. Kromě vlastního botanického druhu je v mnoha kultivarech často pěstován také jeho kříženec s tisem červeným – tis prostřední (Taxus ×media). Využívá se též pro tvorbu bonsají.
Dřevo je jako u jiných tisů je velmi tvrdé, odolné a pěkně zbarvené a bylo využíváno jak ve stavebnictví (pilíře, trámy), tak v nábytkářství a uměleckém či užitném truhlářství a řezbářství; vlivem nadměrné těžby v minulosti je však již obtížně dostupné. Medicínsky byl používán mimo jiné jako abortivum.

## Rozlišovací znaky

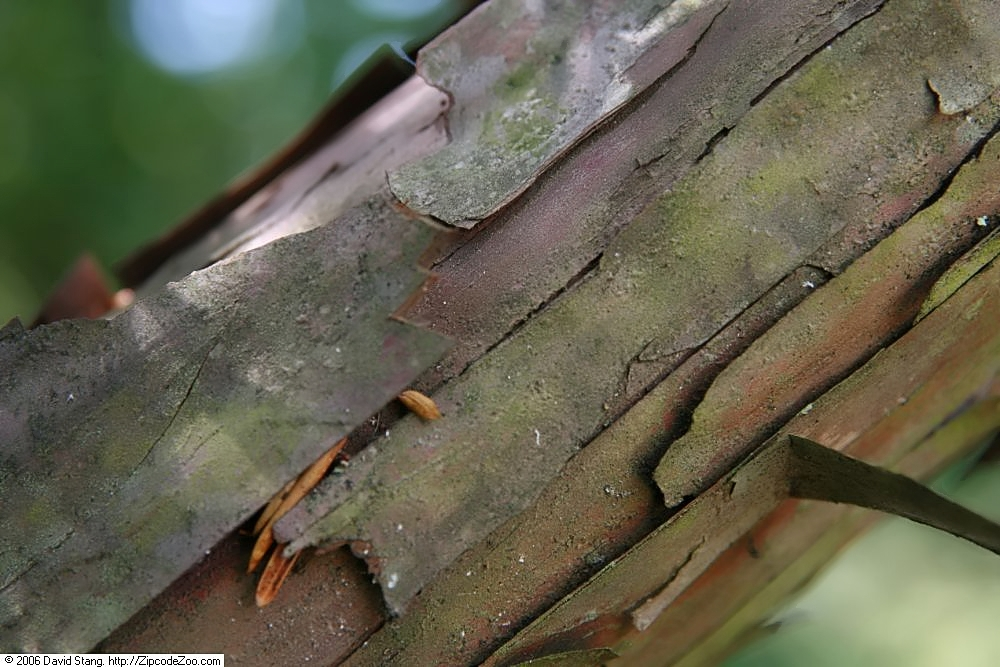
Detail odlupující se borky

Většina tisů si je značně podobná a vzájemně se liší spíše kvantitativními než kvalitativními znaky. Tis japonský lze od tisu červeného odlišit pomocí následujících několika nepříliš výrazných rysů:
- jehlice tisu japonského mají krátkou, výrazně nasazenou ostrou špičku a jsou uspořádány do tvaru širokého písmene „V“; u tisu červeného se na špičce zužují postupně a jsou ploše dvouřadé
- střední žilka jehlic je u tisu japonského výrazně vyvýšená
- letorosty hnědnou často již na konci prvního roku, na osluněné straně jsou červenavé; u tisu červeného zůstávají po několik let olivově nazelenalé a hnědnou až později
- borka se odlupuje pouze v drobných tenkých šupinách
- šupiny pupenů jsou zřetelně kýlnaté

Kříženec obou druhů, tis prostřední, je co do uvedených znaků v podstatě intermediární, což určování zvláště u pěstovaných jedinců dále komplikuje.